# Gran Premi Südkärnten
El Gran Premi Südkärnten és una cursa ciclista d'un dia que es disputa per les carreteres del land austríac de l'Caríntia. Al llarg de la seva història ha tingut diferents noms. De 2012 a 2014 formà part de l'UCI Europa Tour.

## Palmarès
| Any                        | Vencedor            | Segon                 | Tercer               |
| Kettler Classic-Südkärnten |                     |                       |                      |
| -------------------------- | ------------------- | --------------------- | -------------------- |
| 2001                       | Sasa Sviven         | Filippo Baldo         | Petr Herman          |
| 2002                       | Vladislav Boríssov  | Fabio Bulgarelli      | René Weissinger      |
| Völkermarkter Radsporttage |                     |                       |                      |
| 2003                       | Hannes Hempel       | Christian Pfannberger | Maurizio Vandelli    |
| 2004                       | Hans-Peter Obwaller | Paul Crake            | Petr Herman          |
| 2005                       | René Weissinger     | Harald Totschnig      | Uroš Silar           |
| 2006                       | Nico Graf           | Gašper Švab           | Petr Herman          |
| 2007                       | Markus Eibegger     | Martin Riska          | Harald Starzengruber |
| 2008                       | Ján Valach          | Michael Pichler       | Robert Nagy          |
| 2009                       | Michael Pichler     | Björn Thurau          | Jan Bárta            |
| 2010                       | Matija Kvasina      | Marcel Ternovsek      | Matej Mugerli        |
| 2011                       | Robert Vrečer       | Vladimir Kerkez       | Dejan Bajt           |
| Gran Premi Südkärnten      |                     |                       |                      |
| 2012                       | Marko Kump          | Giuseppe De Maria     | Oliver Hofstetter    |
| 2013                       | Julian Alaphilippe  | Matej Mugerli         | Leonardo Pinizzotto  |
| 2014                       | Andrea Pasqualon    | Matej Mugerli         | Markus Eibegger      |
| 2015                       | Jan Tratnik         | Riccardo Bolzan       | Matthias Krizek      |
| 2016                       | Marek Čanecký       | Robert Jenko          | Markus Freiberger    |
| 2017                       | János Pelikán       | Helmut Trettwer       | Maximilian Kuen      |
| 2018                       | Lukas Schlemmer     | Patrick Bosman        | Gašper Kratašnik     |
| 2019                       | Samuele Rivi        | Mattia Bais           | Stefan Pöll          |